# Valtatie 27

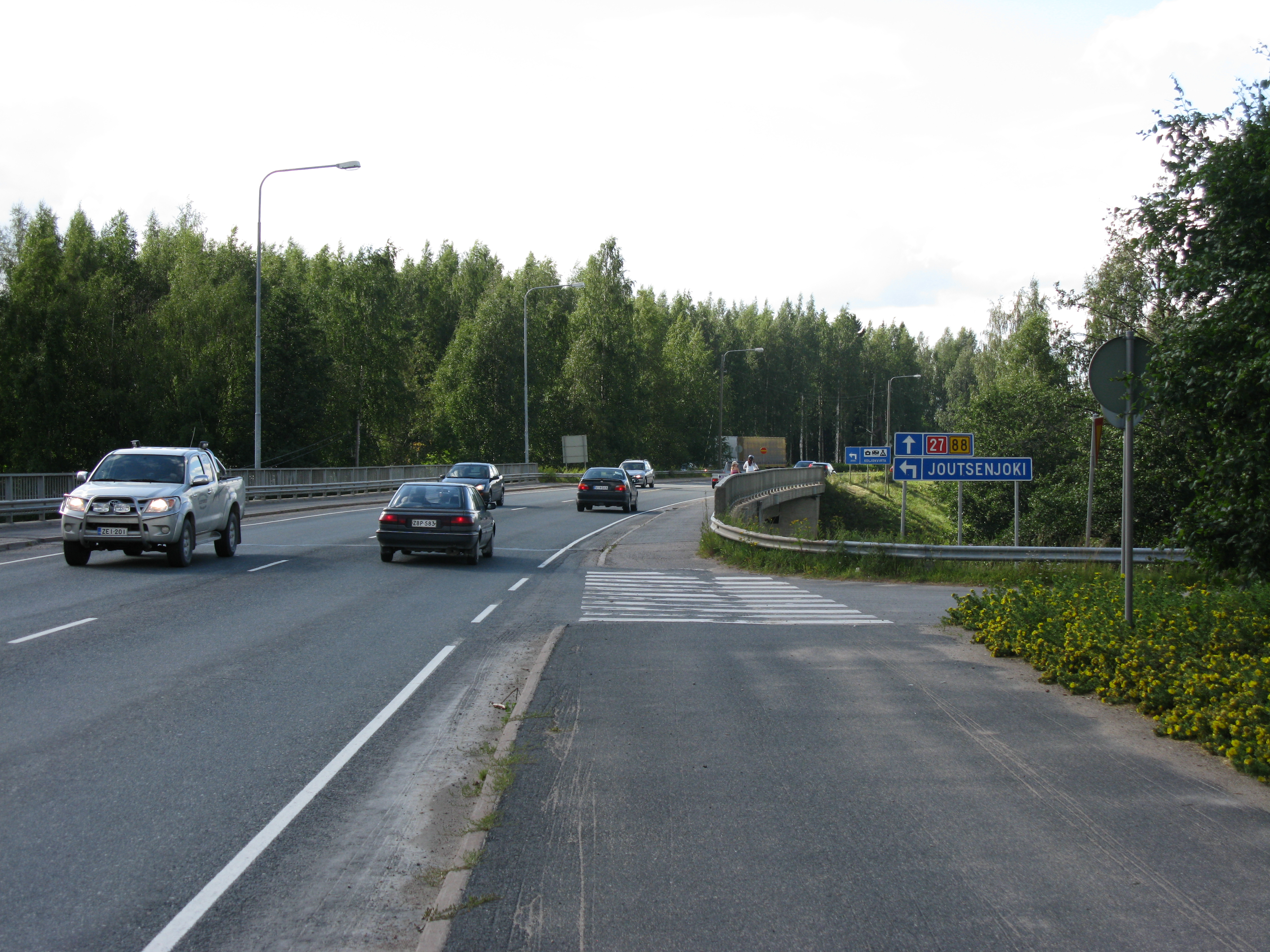
La Valtatie 27 nei pressi di Koljonvirta, Iisalmi

La Valtatie 27 (in svedese Riksväg 27) è una strada statale finlandese. Ha inizio a Kalajoki e si dirige verso sud-est dove si conclude dopo 203 km nei pressi di Iisalmi.

## Percorso
La Valtatie 27 tocca i comuni di Alavieska, Ylivieska, Nivala, Haapajärvi, Pyhäjärvi e Kiuruvesi.